# Orgullo, pasión y gloria: Tres noches en la Ciudad de México
Orgullo, pasión y gloria: Tres noches en la Ciudad de México (nell'edizione portoghese Orgulho, paixão e glória: Três noites na Cidade do México) è l'undicesimo album video del gruppo musicale statunitense Metallica, pubblicato il 30 novembre 2009 dalla Universal Music Group.

## Descrizione
Pubblicato inizialmente per il mercato latinoamericano e quello spagnolo, contiene la performance dal vivo registrata a Città del Messico tra il 4 e il 7 giugno 2009. Venne pubblicata anche un'edizione speciale contenente un DVD aggiuntivo e un doppio CD con la stessa lista tracce del primo DVD.

## Tracce

### DVD
DVD 1
1. The Ecstasy of Gold
2. Creeping Death
3. For Whom the Bell Tolls
4. Ride the Lightning
5. Disposable Heroes
6. One
7. Broken, Beat & Scarred
8. The Memory Remains
9. Sad but True
10. The Unforgiven
11. All Nightmare Long
12. The Day That Never Comes
13. Master of Puppets
14. Fight Fire with Fire
15. Nothing Else Matters
16. Enter Sandman
17. The Wait – originariamente interpretata dai Killing Joke
18. Hit the Lights
19. Seek & Destroy

DVD 2
1. That Was Just Your Life
2. The End of the Line
3. Holier Than Thou
4. Cyanide
5. Blackened
6. Helpless – originariamente interpretata dai Diamond Head
7. Trapped Under Ice
8. Turn the Page – originariamente interpretata da Bob Seger
9. The Prince – originariamente interpretata dai Diamond Head
10. No Remorse
11. Fuel
12. Wherever I May Roam
13. Harvester of Sorrow
14. Fade to Black
15. ...And Justice for All
16. Dyers Eve

### CD
CD 1
1. The Ecstasy of Gold – 1:57
2. Creeping Death – 6:20
3. For Whom the Bell Tolls – 5:29
4. Ride the Lightning – 7:09
5. Disposable Heroes – 8:22
6. One – 9:05
7. Broken, Beat & Scarred – 6:48
8. The Memory Remains – 5:32
9. Sad but True – 7:04
10. The Unforgiven – 5:50

CD 2
1. All Nightmare Long – 8:05
2. The Day That Never Comes – 8:05
3. Master of Puppets – 8:13
4. Fight Fire with Fire – 6:48
5. Nothing Else Matters – 5:57
6. Enter Sandman – 8:18
7. The Wait – 4:16 – originariamente interpretata dai Killing Joke
8. Hit the Lights – 6:33
9. Seek & Destroy – 7:37

## Formazione
- James Hetfield – voce, chitarra ritmica
- Kirk Hammett – chitarra solista, cori
- Robert Trujillo – basso, cori
- Lars Ulrich – batteria